# 간토평야 북서연 단층대

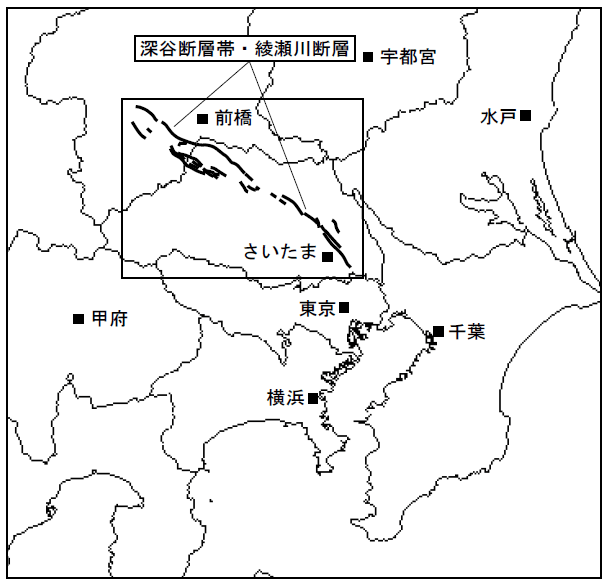
간토평야 북서연 단층대의 위치.

간토평야 북서연 단층대(일본어: 関東平野北西縁断層帯 かんとうへいやほくせいえんだんそうたい[*])는 일본 간토평야 서북쪽과 간토산지와의 경계 지점인 군마현 서남쪽에서 사이타마현 남부의 사이타마시 미누마구, 이와쓰키구까지 쭉 이어져 있는 활단층이다. 크게는 거의 평행하게 있는 후카야 단층(일본어: 深谷断層)와 아야세가와 단층(일본어: 綾瀬川断層) 2개로 이루어져 있다. 예상되는 지진 확률이 약간 높은 A급 단층대(후카야 단층)와 비교적 낮은 Z급 단층대(아야세가와 단층 일부) 2개가 섞여 있다. 둘을 합친 단층의 총 길이는 대략 99km이다.

## 지진 발생 확률
2016년 이후 일본 지진조사연구추진본부는 간토 지방의 활단층 중 아야세가와 단층과 후카야 단층을 하나로 묶은 "간토평야 북서연 단층대"로 분석하고 있다. 다만 지진 확률은 아야세가와 단층을 2개로 나눠 별도로 분석한다. 2015년 이전까지는 간토평야 북서연 단층대를 '히라이-구시비키 단층대'와 주요 단층대 2개로 나눠 생각하였다. 하지만 2015년 정밀 조사 이후 '히라이-구시비키 단층대'와 주요 단층대 일부를 합쳐 후카야 단층대로, 모토아라카와 단층대 북부(간토평야 북서연 단층대의 일부)를 아야세가와 단층대의 고노스-이나 구간으로, 모토아라카와 단층대 남부를 이나-가와구치 구간으로 나눠 평가하였다.
또한, 지진조사연구추진본부는 후카야 단층 구역을 지진 발생 확률이 있는 A급 단층대로, 아야세가와 단층 고노스-이나 구간을 지진 발생 확률이 적은 Z급 단층대로, 아야세가와 단층 이나-가와구치 구간을 지진 발생 확률을 알 수 없는 X급 단층대로 구분하였다. 세 단층대를 전부 묶은 간토평야 북서연 단층대가 전부 연동해서 지진이 일어날 경우, 최대 규모는 M7.5-8.0이 될 것이라고 추정했다.
| 구역                                 | 지진 종류                | 2022년 1월 1일 기준 | 2022년 1월 1일 기준    |
| 구역                                 | 지진 종류                | 규모(M)             | 30년 내 발생 확률      |
| ------------------------------------ | ------------------------ | ------------------- | ---------------------- |
| 후카야 단층                          | 직하형지진 주요 활단층대 | M7.9 정도           | 거의 0-0.1%            |
| 아야세가와 단층 (고노스-이나 구간)   | 직하형지진 주요 활단층대 | M7.0 정도           | 거의 0%                |
| 아야세가와 단층 (이나-가와구치 구간) | 직하형지진 주요 활단층대 | M7.0 정도           | 알 수 없음 (자료 부족) |

## 같이 보기
- 미나미칸토 직하지진